# Chrysolina haemoptera
Chrysolina haemoptera  (лат.) — вид жуков подсемейства хризомелин (Chrysomelinae) из семейства листоедов (Chrysomelidae). Номинативный подвид распространён в Европе и Малой Азии, C. h. byzantia — в Турции, C. h. corvina — в Италии, C. h. persica — в Иране; Chrysolina haemoptera также был отмечен в Гималаях. Обитают на равнинах, в скалистых и городских местностях; предпочитают засушливые районы.
Длина тела имаго 5—9 мм. Имаго синевато-чёрные или чёрные, блестящие. Тело выпуклое, короткое, овальное. Надкрылья усеяны грубыми точками, которые местами образуют короткие ряды.
Кормовыми растениями имаго являются представители семейств подорожниковых (подорожник оленерогий, подорожник ланцетолистный, подорожник большой, подорожник морской, подорожник средний, льнянка обыкновенная) и мареновых (подмаренник). Двукрылые вида Policheta unicolor, из семейства тахин, являются эндопаразитоидами личинок жуков и перепончатокрылые вида Anaphes chrysomelae, из семейства Mymaridae, эндопаразитоидами яиц Chrysolina haemoptera.